# Dark Eden
Dark Eden - Mroczny Raj – kolekcjonerska gra karciana, której akcja toczy się w świecie Kronik Mutantów. w Mrocznym Raju gracz przyjmuję rolę Przywódcy, jednego z plemion zamieszkujących Ziemię i usiłuje zarządzać swoją Krainą. Rozwijać ją i bronić przed siłami innych graczy, jednocześnie najeżdżając swym Oddziałem Krainy przeciwników. Ponieważ Dark Eden to gra strategiczno ekonomiczna, gracz musi także uzyskiwać Zasoby Naturalne, niezbędne do budowy Osady, szkolić poddanych i wynajdować nowe technologie.
Gra Dark Eden w Polsce ukazała się jesienią 1997 roku. Obecnie jednak jest grą „martwą”. Nie jest już wydawana i oficjalnie sprzedawana. 

## Przynależności
W grze Dark Eden występuje pięć przynależność (ras). Cztery z nich to zmutowani mieszkańcy ziemi, którzy przetrwali zagładę planety i przystosowali się do życia w jej trudnych warunkach.
Są to:

Synowie Rasputina

Horda Półksiężyca

Luterańska Triada

Templariusze

Piątą rasą jest Legion Ciemności. Zstąpił on na ziemię pozostawiając po sobie zgliszcza, rozpacz i zepsucie. Legion Ciemności ma tylko jeden cel którym jest zagłada całej ludzkości.
Wszyscy oni walczą o przetrwanie i władzę nad planetą.

W grze również występują Megakorporacje oraz Bractwo. Jednak w podstawowej wersji gry jest tylko kilka kart o tej przynależności.

Dopiero w dodatku Genesis miały zostać wydane karty umożliwiające niezależne granie tymi przynależnościami.

## Dodatki
Do Mrocznego Raju przewidziane były dwa dodatki.
Pierwszy z nich miał nazywać się Genesis. Na oficjalnej stronie, znajdują się opisy kart które miał zawierać oraz nowe zasady jakie miały się w nim znaleźć. Dodatek ten nigdy nie został wydany
Drugim dodatkiem miał być Exodus. Jednak poza nazwą nie wiadomo nic więcej na jego temat, on również nie został wydany.